# Edward Angle
Edward Hartley Angle (1 de junho de 1855 — 11 de agosto de 1930) foi um cirurgião-dentista estadunidense, mundialmente conhecido como o "Pai da ortodontia Moderna".
Nascido em Herrick, Bradfour County, Pensilvânia. Estudou no Pennsylvania College of Dental Surgery e se tornou doutor em medicina em 1897. Entre 1887 e 1892 trabalhou como professor de ortodontia na Universidade de Minnesota. De 1892 a 1898 foi professor de ortodontia na Universidade Northwestern, entre 1897 e 1899 no Marion Sims College of Medicine e na Washington University Medical Department.
Fundou a Escola Angle de Ortodontia em 1900, onde estabeleceu a ortodontia como especialidade. Com Angle a especialidade recebeu um novo impulso. Ele classificou várias deformidades ósseas e dentais, inventou novos dispositivos para o tratamento e desenvolveu várias técnicas cirúrgicas. Angle padronizou várias técnicas, descritas em uma série de livros e artigos.
- Muito conhecido pela Classificação de má-oclusões, de 1899.
- Introduziu os tubos ortodônticos em 1899.
- Foi um defensor da técnica sem exodontia.
- Desenvolveu a técnica Edgewise em 1928.